# Jan Dirk van Ketwich Verschuur (1877-1940)
Jan Dirk van Ketwich Verschuur (Zwolle, 1 januari 1877 - Berg en Dal, 22 juni 1940) was een Nederlands jurist, werkzaam in de diplomatieke dienst vertegenwoordigende Nederland in het buitenland.

## Achtergrond
Van Ketwich Verschuur was een zoon van mr. Gerrit Hendrik van Ketwich Verschuur (1848-1883) en Petronella Helena Everarda van Voorthuijsen (1849-1883). Hij trouwde op 8 februari 1904 te Zutphen met Johanna Antonia Camerling Helmolt (1883-1960), dochter van Jan Daniël Camerling Helmolt en Eugénie Jeanette Bernardine Josine Alexandrine van Lierop. Uit dit huwelijk werd één dochter geboren: de pianiste Eugénie Hélène van Ketwich Verschuur. Van Ketwich Verschuur was een oudere broer van Evert van Ketwich Verschuur (1879-1924), lid van de Eerste Kamer der Staten-Generaal en burgemeester van Groningen.

## Opleiding en levensloop
Van Ketwich Verschuur studeerde rechten aan de Leidsche Hoogeschool, waar hij op 26 april 1901 promoveerde op stellingen. Hij vestigde zich als advocaat en procureur te Katwijk aan Zee. Hij werd adjunct-commies (1902), daarna commies bij de afdeling Handelspolitiek en Consulaire zaken van het departement van Buitenlandse Zaken. In mei 1911 werd hij benoemd tot referendaris bij het departement van Buitenlandse Zaken.
In 1913 volgde zijn benoeming tot consul-generaal der Nederlanden voor de republiek Zuid-Afrika met als standplaats Pretoria. In 1915 werd hij consul-generaal voor Mozambique. Vanaf het tijdstip dat de Verenigde Staten aan de Eerste Wereldoorlog deelnamen werd Van Ketwich Verschuur in Portugees Oost-Afrika belast met de Duitse belangen en met het toezicht op de drie daar gevestigde 'krijgsgevangenen'- en interneringskampen, waar de Duitse civiele bevolking, in sommige kampen ook vrouwen en kinderen, waren opgesloten. Op grond van door hem uitgebrachte rapporten omtrent de slechte gezondheidstoestand in het kamp Lorenço-Marques en vanwege zijn pressie is dit kamp toen opgeheven, waarna de geïnterneerden gedeeltelijk zijn overgebracht naar de Azoren, gedeeltelijk naar Portugal en de ouderen naar Duitsland.
Hij werd benoemd tot diplomatiek agent en consul-generaal der Nederlanden te Tanger, Marokko (1921-1924) en was aansluitend zaakgelastigde in Oslo (1924-1927). In 1927 werd hij buitengewoon gezant en gevolmachtigd minister te Buenos Aires en tevens geaccrediteerd bij de republieken Uruguay en Paraguay. In de jaren 1931-1932 was hij als buitengewoon gezant en gevolmachtigd minister in Turkije te Istanboel gestationeerd en in die tijd tevens geaccrediteerd bij het Bulgaarse hof.
Op 1 april 1933 werd Van Ketwich Verschuur eervol ontslag verleend uit zijn functie als buitengewoon gezant en gevolmachtigd minister in Turkije. Na zijn pensionering trok hij zich samen met zijn echtgenote terug te Berg en Dal, gemeente Ubbergen nabij Nijmegen, waar hij een villa bewoonde genaamd 'de Wolfsheuvel' aan de Stollenbergweg nr. 6 aldaar.
Van Ketwich Verschuur overleed in juni 1940 op 63-jarige leeftijd. Hij werd begraven op het kerkhof van de Nederlands Hervormde Gemeente te Beek bij Nijmegen.

## Onderscheidingen
Hij werd in 1911 benoemd tot ridder 4e klasse in de Japanse Orde van de Rijzende Zon. In 1914 werd hij benoemd tot commandeur in de Noorse Orde van Sint-Olaf. In 1920 werd hij benoemd tot Ridder in de Orde van de Nederlandse Leeuw.

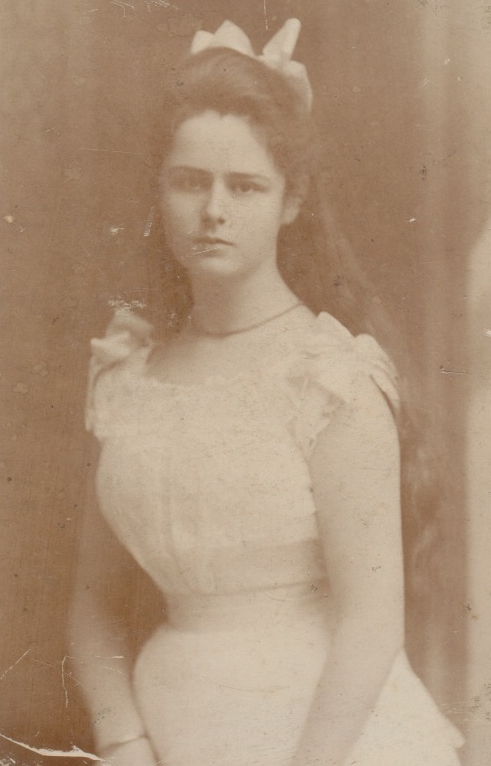
Johanna Antonia Camerling Helmolt ("Joosje") - 1900
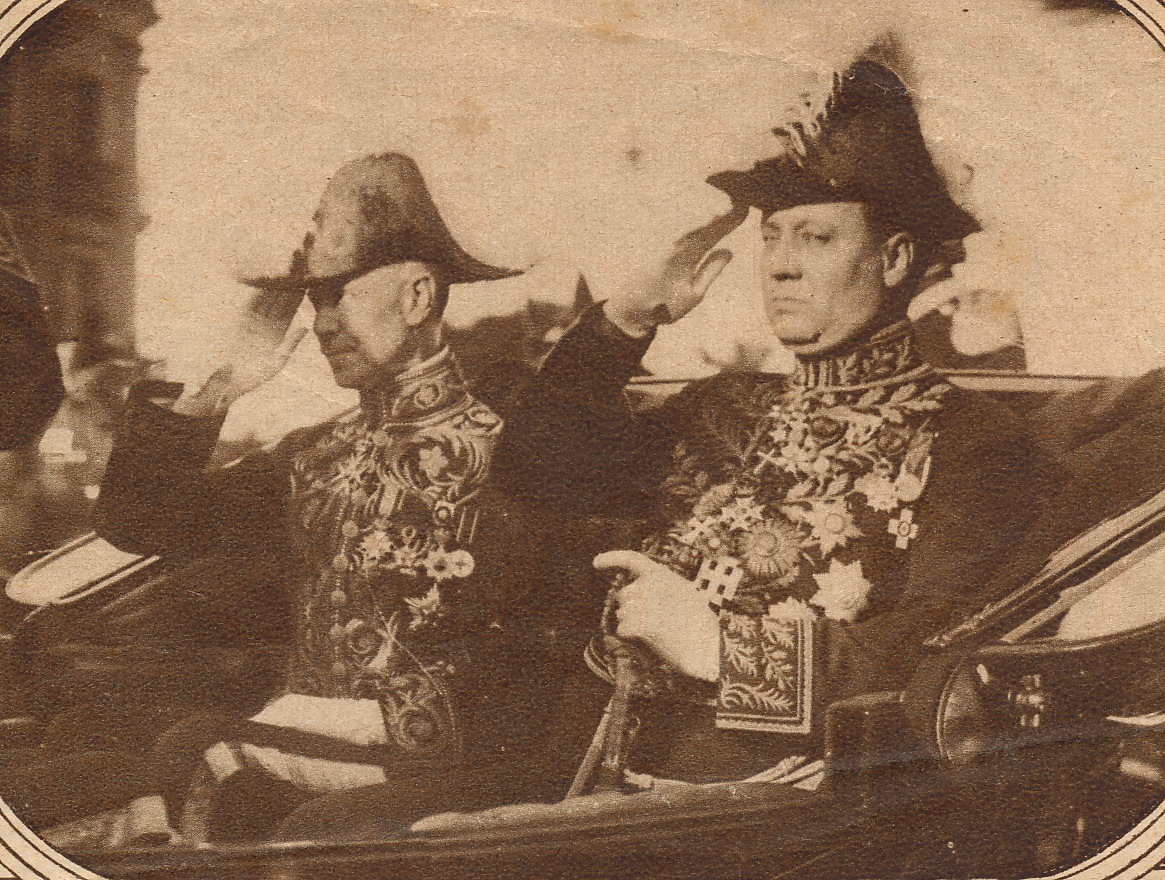
Mr. J.D van Ketwich Verschuur (links op de foto) op de dag dat hij zijn geloofsbrieven aanbiedt aan de Argentijnse president, 1927